# BuddyPress
BuddyPress — пакет скриптів з відкритим кодом для побудови соціальної мережі, власником якого є Automattic з 2008 року. Є плагіном для WordPress, який перетворює його в платформу соціальної мережі. BuddyPress створено з метою дозволити школам, компаніям, спортивним командам та іншим спільнотам створювати власну соціальну мережу